# دیتا ایست
دیتا ایست (انگلیسی: Data East) شرکت بازی ویدئویی ژاپنی بود، که در سال ۱۹۷۶ تأسیس و در سال ۲۰۰۳ منحل شد.